# Gran Premio Miguel Induráin 2025

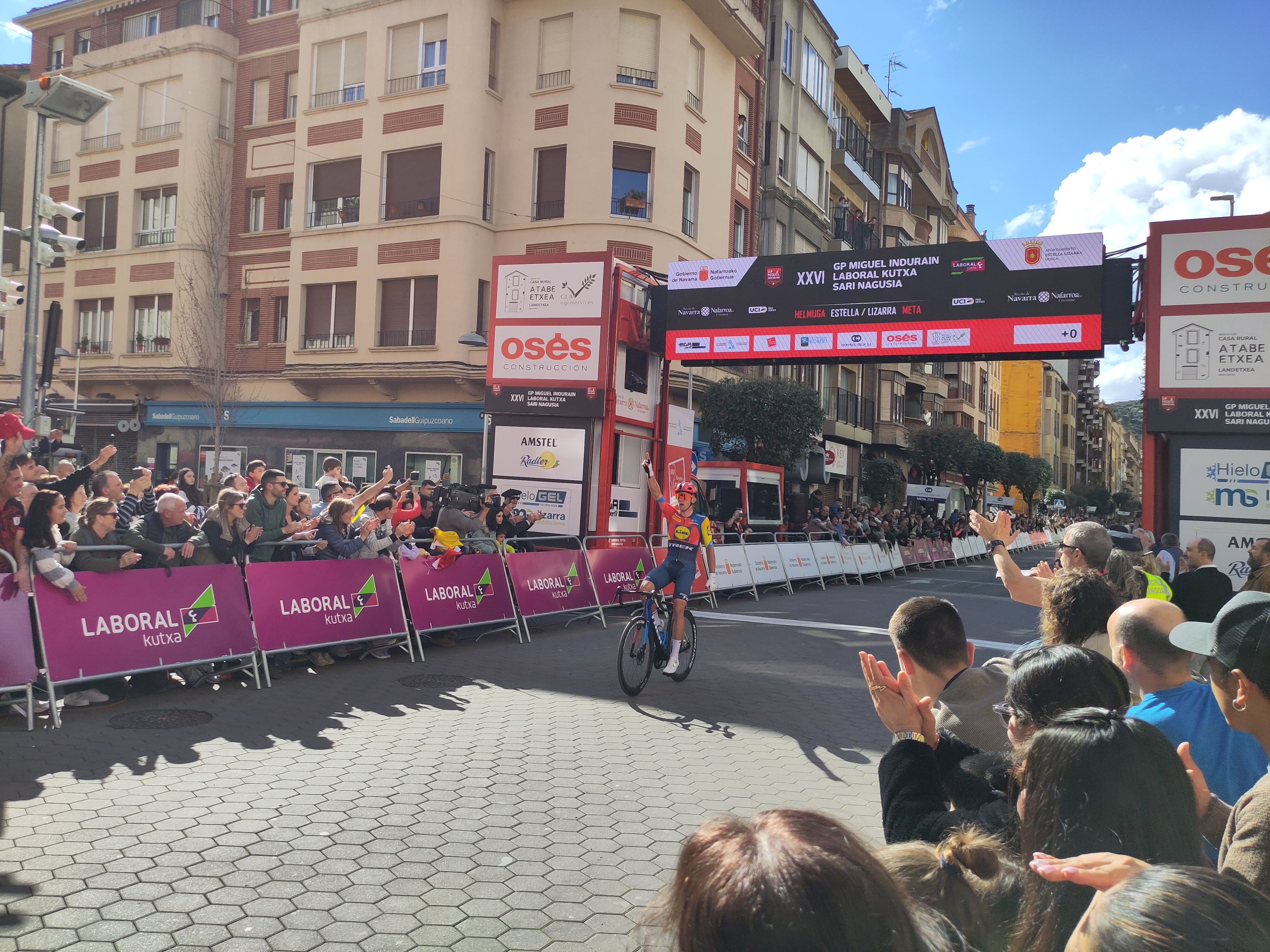
El ciclista flamenco Thibau Nys, cruzando la meta del XXVI. Gran Premio Miguel Induráin en primera posición en Estella (Navarra).

La 76.ª edición de la clásica ciclista Gran Premio Miguel Induráin fue una carrera en España que se celebró el 5 de abril de 2025 con inicio y final en la ciudad de Estella sobre un recorrido de 203,9 kilómetros.
La carrera formó parte del UCI ProSeries 2025, calendario ciclístico mundial de segunda división, dentro de la categoría UCI 1.Pro. El vencedor fue el belga Thibau Nys del Lidl-Trek, quien estuvo acompañado en el podio por el neerlandés Alex Molenaar del Caja Rural-Seguros RGA y el italiano Andrea Bagioli del Lidl-Trek, segundo y tercer clasificado respectivamente.

## Equipos participantes
Tomaron parte en la carrera 20 equipos: 10 de categoría UCI WorldTeam, 7 de categoría UCI ProTeam y 3 de categoría Continental. Formaron así un pelotón de 132 ciclistas de los que acabaron 114. Los equipos participantes fueron:
| WorldTeams (10)- UAE Team Emirates XRG - Lidl-Trek - Movistar Team - EF Education-EasyPost - Cofidis - Arkéa-B&B Hotels - Red Bull-BORA-hansgrohe - XDS Astana Team - Team Picnic-PostNL - Team Jayco AlUla ProTeams (7)- Equipo Kern Pharma - Caja Rural-Seguros RGA - Team Polti VisitMalta - Euskaltel-Euskadi - Burgos-Burpellet-BH - Tudor Pro Cycling Team - Team TotalEnergies Equipos continentales (3)- Feirense-Beeceler - Anicolor/Tien 21 - Illes Balears Arabay |
| |

## Clasificación final
- La clasificación finalizó de la siguiente forma:[4]

| \| Clasificación general \| Clasificación general \| Clasificación general \| Clasificación general \| Clasificación general \| \| Ciclista \| Ciclista \| Equipo \| Tiempo \| \| \| --------------------- \| --------------------- \| ---------------------- \| --------------------- \| --------------------- \| \| 1.º \| Thibau Nys \| Lidl-Trek \| 4 h 59 min 54 s \| \| \| 2.º \| Alex Molenaar \| Caja Rural-Seguros RGA \| + 3 s \| \| \| 3.º \| Andrea Bagioli \| Lidl-Trek \| + 3 s \| \| \| 4.º \| Thomas Silva \| Caja Rural-Seguros RGA \| + 7 s \| \| \| 5.º \| Alex Aranburu \| Cofidis \| + 7 s \| \| \| 6.º \| Marc Hirschi \| Tudor Pro Cycling Team \| + 7 s \| \| \| 7.º \| Felix Großschartner \| UAE Team Emirates XRG \| + 9 s \| \| \| 8.º \| Simone Velasco \| XDS Astana Team \| + 9 s \| \| \| 9.º \| Alex Baudin \| EF Education-EasyPost \| + 9 s \| \| \| 10.º \| Pau Miquel \| Equipo Kern Pharma \| + 9 s \| \| |                     |                        |                 |
| |                     |                        |                 |
| |                     |                        |                 |
| Clasificación general |                     |                        |                 |
| Ciclista | Ciclista            | Equipo                 | Tiempo          |
| 1.º | Thibau Nys          | Lidl-Trek              | 4 h 59 min 54 s |
| 2.º | Alex Molenaar       | Caja Rural-Seguros RGA | + 3 s           |
| 3.º | Andrea Bagioli      | Lidl-Trek              | + 3 s           |
| 4.º | Thomas Silva        | Caja Rural-Seguros RGA | + 7 s           |
| 5.º | Alex Aranburu       | Cofidis                | + 7 s           |
| 6.º | Marc Hirschi        | Tudor Pro Cycling Team | + 7 s           |
| 7.º | Felix Großschartner | UAE Team Emirates XRG  | + 9 s           |
| 8.º | Simone Velasco      | XDS Astana Team        | + 9 s           |
| 9.º | Alex Baudin         | EF Education-EasyPost  | + 9 s           |
| 10.º | Pau Miquel          | Equipo Kern Pharma     | + 9 s           |

## Ciclistas participantes y posiciones finales
Convenciones:
- AB-N: Abandono en la etapa "N"
- FLT-N: Retiro por llegada fuera del límite de tiempo en la etapa "N"
- NTS-N: No tomó la salida para la etapa "N"
- DES-N: Descalificado o expulsado en la etapa "N"

## UCI World Ranking
El Gran Premio Miguel Induráin otorgó puntos para el UCI World Ranking para corredores de los equipos en las categorías UCI WorldTeam, UCI ProTeam y Continental. Las siguientes tablas son el baremo de puntuación y los diez corredores que obtuvieron más puntos:
| Posición              | 1.º | 2.º | 3.º | 4.º | 5.º | 6.º | 7.º | 8.º | 9.º | 10.º | 11.º | 12.º | 13.º | 14.º | 15.º | 16.º-30.º | 31.º-40.º |
| Clasificación general | 200 | 150 | 125 | 100 | 85  | 70  | 60  | 50  | 40  | 35   | 30   | 25   | 20   | 15   | 10   | 5         | 3         |

| Clasificación |                     |                        |         |
| Posición      | Ciclista            | Equipo                 | General |
| ------------- | ------------------- | ---------------------- | ------- |
| 1.º           | Thibau Nys          | Lidl-Trek              | 200     |
| 2.º           | Alex Molenaar       | Caja Rural-Seguros RGA | 150     |
| 3.º           | Andrea Bagioli      | Lidl-Trek              | 125     |
| 4.º           | Thomas Silva        | Caja Rural-Seguros RGA | 100     |
| 5.º           | Alex Aranburu       | Cofidis                | 85      |
| 6.º           | Marc Hirschi        | Tudor                  | 70      |
| 7.º           | Felix Großschartner | UAE Emirates XRG       | 60      |
| 8.º           | Simone Velasco      | XDS Astana             | 50      |
| 9.º           | Alex Baudin         | EF Education-EasyPost  | 40      |
| 10.º          | Pau Miquel          | Kern Pharma            | 35      |